# Всеволод Пудовкин
Всеволод Иларионович Пудовкин (ру. Всеволод Илларионович Пудовкин; Пенза, 28. фебруар 1893 - Дебулти, 30. јун 1953) био је совјетски филмски редитељ, сценариста и глумац. Развио је утицајне теорије филмске монтаже. Пудовкинова ремек дела се често у констасту са делима његовог савременика Сергеја Ајзенштајна, али док је Ајзенштајн користио монтажу да велича моћ маса, Пудовкин је више волео да се концентрише на храброст и отпорност појединаца. Звање Народног уметника СССР-а добио је 1948. године.

## Биографија
Всеволод Пудовкин је рођен у Пензи у руској породици, као треће од шесторо деце. Његов отац Иларион Јепифанович Пудовкин био је потомак сељака из губерније Пенза, села Шукша и радио је у неколико предузећа као менаџер и продавац од врата до врата. Всеволодова мајка Јелисавета Александровна Пудовкина (рођена Шилкина) била је домаћица.
Студирао је инжењерство на Московском универзитету. Пудовкин је био војник током Првог светског рата. Током трајања рата су га заробили Немци. За то време учио је стране језике и бавио се илустрацијама књига. После рата напушта професионалну делатност и укључује се у свет филма, прво као сценариста, глумац и уметнички директор, а потом и као помоћник режисера Лева Кулешова.
1924. оженио се Аном Земцовом. Пудовкин је тврдио да га је супруга охрабрила да настави каријеру као филмаџије.
Његово прво запажено дело била је краткометражна комедија Шаховска грозница (1925) коју је режирао Николај Шпиковски. Хосе Раул Капабланка је играо малу улогу у филму. Током 1926. режирао је једно од својих ремек-дела немих филмова: Мајка. Развио је неколико теорија монтаже које ће га учинити познатим. У оба филма је Пудовкинова супруга Анна Земцова била подршка женским улогама (убрзо је напустила биоскоп).
Филм се не снима, већ гради, гради од различитих парчади целулоида који су његова сировина.— Пудовкин
Након његовог првог играног филма уследили су Крај Санкт Петербурга (1927) и Олуја над Азијом (позната и као Наследник Џингис-кана, 1928), наслови који чине трилогију у служби бољшевичке револуционарне политике.
Са појавом звучног филма 1928. Пудовкин, Сергеј Ајзенштајн и Григориј Александров потписали су Манифест звука, у којем се расправља о могућностима звука и увек се схватало као да је у стању напетости и несинхронизације са сликом. Ова идеја ће бити спроведена у његовим следећим сликама: Једноставан случај (1932) и Дезертер (1933), радовима који не одговарају квалитету ранијих радова. Наследник Џингис-кана (или Олуја над Азијом; 1928). Пудовкин је јавно оптужен за формализам за свој експериментални звучни филм Једноставан случај, који је био приморан да објави без звучне траке. 1935 . одликован је Орденом Лењина.
Током Другог светског рата евакуисан је у Казахстан где је режирао неколико филмова о отаџбинском рату. Играо је и малу улогу у филму Иван Грозни. По завршетку рата вратио се у Москву и наставио рад у студију Мосфилм, за који је снимао биографске и ратне филмове.
1947. добио је још једну Стаљинову награду за филм Адмирал Нахимов, а 1950. године — други орден Лењина и трећу Стаљинову награду за Жуковског. Његово последње дело је Повратак Василија Бортникова (1953).
Поред режије, сценариста и глуме, Пудовкин је био и педагог и новинар. Написао је више књига о теорији филма. Предавао је на ВГИК-у, председник кинематографске секције ВОКС-а (од 1944) и члан Совјетског комитета за мир.
Всеволод Пудовкин је умро 30. јуна 1953. у Дубултију, Летонска ССР, након срчаног удара. Сахрањен је на Новодевичјем гробљу. Једна од улица у Москви је названа по Пудовкину (види Пудовкинова улица).

## Филмографија
| Година      | Наслов на руском                                           | Наслов на енглеском                                                    | Улога                      | Позиција                                               |
| ----------- | ---------------------------------------------------------- | ---------------------------------------------------------------------- | -------------------------- | ------------------------------------------------------ |
| 1920.       | В дни борьбы                                               | In the Days of Struggle                                                |                            | Глумац                                                 |
| 1921.       | Серп и молот                                               | Sickle and Hammer                                                      | Андреј                     | Сценариста; асистент редитеља                          |
| 1921.       | Голод... голод... голод...                                 | Hunger... Hunger... Hunger...                                          |                            | Сценариста; асистент редитеља                          |
| 1923.       | Слесарь и канцлер                                          | Locksmith and Chancellor                                               |                            | Сценариста                                             |
| 1924.       | Необычайные приключения мистера Веста в стране большевиков | The Extraordinary Adventures of Mr. West in the Land of the Bolsheviks | Шбан                       | Уметнички директор                                     |
| 1925.       | Луч смерти                                                 | The Death Ray                                                          | Отац рево фашистички шеф   | Сценариста; асистент редитеља; уметнички директор      |
| 1925.       | Шахматная горячка                                          | Chess Fever                                                            |                            | Редитељ (са Николајом Шипковским)                      |
| 1926.       | Механика головного мозга                                   | Mechanics of the Brain                                                 |                            | Редитељ; сценариста                                    |
| 1926.       | Мать                                                       | Mother                                                                 | Полицајац                  | Редитељ                                                |
| 1927.       | Конец Санкт-Петербурга                                     | The End of St. Petersburg                                              | Немачки официр             | Редитељ                                                |
| 1928.       | Потомок Чингиз-Хана                                        | Storm over Asia                                                        |                            | Редитељ                                                |
| 1929.       | Живой труп                                                 | The Living Corpse                                                      | Фјодор Протасов            |                                                        |
| 1929.       | Веселая канарейка                                          | The Happy Canary                                                       | Илузиониста                |                                                        |
| 1929.       | Новый Вавилон                                              | The New Babylon                                                        | Полицијски интендант       |                                                        |
| 1932.       | Простой случай                                             | A Simple Case                                                          |                            | Редитељ (са Михаилом Долером)                          |
| 1933.       | Дезертир                                                   | The Deserter                                                           |                            | Редитељ                                                |
| 1938.       | Победа                                                     | Victory                                                                |                            | Редитељ (са Михаилом Долером)                          |
| 1939.       | Минин и Пожарский                                          | Minin and Pozharsky                                                    |                            | Редитељ (са Михаилом Долером)                          |
| 1941.       | Суворов                                                    | Suvorov                                                                |                            | Редитељ (са Михаилом Долером)                          |
| 1941.       | Пир в Жирмунке                                             | Feast in Zhirmunka                                                     |                            | Редитељ (са Михаилом Долером)                          |
| 1942.       | Убийцы выходят на дорогу                                   | The Murderers are Coming                                               |                            | Редитељ (са Јуријем Таричем); сценариста               |
| 1943.       | Во имя Родины                                              | In the Name of the Fatherland                                          | Немачки генерал            | Редитељ (са Димитријевм Васиљевим); сценариста; глумац |
| 1943.       | Юный Фриц                                                  | The Young Fritz                                                        | Официр                     | Кратки филм, глумац                                    |
| 1944. 1958. | Иван Грозный                                               | Ivan the Terrible                                                      | Никола простодушни просјак | Глумац (последња лога)                                 |
| 1947.       | Адмирал Нахимов                                            | Admiral Nakhimov                                                       | Принц Меншиков             | Редитељ                                                |
| 1948.       | Три встречи                                                | Three Encounters                                                       |                            | Редитељ (сегмент)                                      |
| 1950.       | Жуковский                                                  | Zhukovsky                                                              |                            | Редитељ                                                |
| 1952.       | Возвращение Василия Бортникова                             | The Return of Vasili Bortnikov                                         |                            | Редитељ (са Димитријевим Васиљевим)                    |

## Дела
- Film Technique and Film Acting, Grove Press. 1958.